# جوسيف هافيل
جوسيف هافيل (بالتشيكية: Josef Havel)‏ هو لاعب كرة قدم تشيكي في مركز الهجوم، ولد في 12 فبراير 1982 في برنو في جمهورية التشيك. لعب مع FC Tango Brno ‏.

## وصلات خارجية
- جوسيف هافيل على موقع الاتحاد الأوربي (الإنجليزية)